# ليوك ميشيو
ليوك ميشيو (بالإنجليزية: Luke Mishu)‏ (26 يونيو 1991 بنوكسفيل في الولايات المتحدة - ) هو لاعب كرة قدم أمريكي في مركز الدفاع. لعب مع دي.سي. يونايتد وريتشموند كيكرز.

## وصلات خارجية
- ليوك ميشيو على موقع الدوري الأمريكي (الإنجليزية)
- ليوك ميشيو على موقع قاعدة بيانات كرة القدم.إي يو (الإنجليزية)
- ليوك ميشيو على موقع Soccerbase.com (لاعب) (الإنجليزية)
- ليوك ميشيو على موقع عالم كرة القدم.نت (الإنجليزية)
- ليوك ميشيو على موقع AS.com (الإسبانية)